# Fight with Tools
Fight with Tools är den andra fullängdsalbumet (om man räknar med det oberoende av skivbolag, utgivna albumet Onomatopoeia) av Flobots, släppt i oktober 2007, och återutgiven 20 maj 2008. Den största hiten från albumet blev singeln "Handlebars". Albumet låg som bäst på plats #15 på den amerikanska topplistan Billboard 200.

## Låtlista
1. "There's a War Going On for Your Mind" – 1:22
2. "Mayday!!!" – 4:36
3. "Same Thing" – 3:29
4. "Stand Up" – 4:38
5. "Fight with Tools" – 4:51
6. "Handlebars" – 3:27
7. "Never Had It" - 5:07
8. "Combat" – 2:05
9. "The Rhythm Method (Move!)" – 3:52
10. "Anne Braden" - 4:21
11. "We Are Winning" - 3:22
12. "Rise" - 4:10
13. "Iraq" (Storbritannien bonuslåt) - 3:31